# Mundane astrologie
Mundane astrologie of mundaanastrologie is de toepassing van de astrologie op volkeren en gebeurtenissen in de wereld. De naam is afgeleid van het Latijnse woord Mundus, dat "de wereld" betekent. De horoscoop die wordt opgesteld op basis van de geldende regels voor de mundaanastrologie noemt men de mundaanhoroscoop.

## Varianten van astrologie
Mundane astrologie is een variant van de electieastrologie, die zich toelegt op het kiezen van het meest aangewezen moment voor een bepaalde actie. Ook met de uurhoekastrologie, bedoeld om vragen in verband met ziekte, dood, reizen, carrière en dergelijke te beantwoorden, heeft zij een aantal technieken gemeen. Het meest verwant is zij nog met de politieke astrologie, die zich bezighoudt met voorspellingen aangaande de politiek van een land, natie of staat. De persoonlijke astrologie zoals we die nu kennen, was eigenlijk een uitvinding van de Grieken en verscheen voor het eerst in het hellenistische tijdperk (zie daarvoor: Hellenistische astrologie). Door historici van de astrologie wordt mundaanastrologie echter als de oudste van al deze vormen van astrologie beschouwd.

## Het domein van de mundane astrologie
Tot het studiegebied van de mundane astologie behoren verschijnselen op aarde zoals bijvoorbeeld rampen (aardbevingen, overstromingen, branden e.d.), revoluties en andere politieke verschuivingen, oorlog en het weer. Deze voornamelijk geologische en politieke gebeurtenissen worden dan vergeleken met gelijktijdig optredende astronomische verschijnselen zoals conjuncties van planeten, transits van als malafide beoordeelde planeten zoals Saturnus of Mars, zons- en maansverduisteringen en het verschijnen van kometen. Vanuit deze observaties is de mundaanastrologie in het tweestromenland (zie: Babylonische astrologie) vanaf het 2e millennium v.Chr. opgebouwd tot een indrukwekkende gegevensbank met astronomische waarnemingen en de daaraan gerelateerde aardse gebeurtenissen.
Tot het domein van de mundaanastrologie behoort ook het opstellen van 'nationale horoscopen'. Zo kan voor het Koninkrijk der Nederlanden of België een 'ontstaanshoroscoop' worden gemaakt voor het moment dat daarvoor significant wordt geacht. Meestal is dat het moment waarop de onafhankelijkheid wordt uitgeroepen of waarop een officieel document deze onafhankelijkheid bevestigt. Wanneer die horoscoop is opgesteld, kunnen daar ook prognosetechnieken op toegepast worden, net zoals met een persoonlijke horoscoop.
Weersvoorspelling behoorde lange tijd tot een van de belangrijkste functies van de mundane astrologie, maar is in onbruik geraakt.
Een andere, moderne toepassing van de mundaanastrologie is het volgen en prognosticeren van bewegingen en fluctuaties van de beurs.